# 中華民國一百年國慶
中華民國一百年國慶在中華民國100年（即西元2011年）10月10日，是紀念中華民國建國一百年的慶祝活動。

## 歷史背景
西元1911年10月10日，駐紮於湖北省武昌的大清新軍某部隊發生嘩變，史稱武昌起義，引發全國性的辛亥革命。
西元1912年1月1日，孫中山在南京宣誓就任中華民國臨時大總統。
清宣統三年十二月廿五（西元1912年2月12日），在時任大清內閣總理大臣袁世凱的建議之下，由攝政皇太后隆裕太后代年幼的溥儀頒布《宣統帝退位詔書》，宣告清帝正式退位，清朝統治結束，中國從此進入另一個新時代。
後來，10月10日被定為中華民國國慶日。
從2009年10月10日起由時任中華民國副總統蕭萬長、行政院院長吳敦義、立法院院長王金平為首組成中華民國建國一百年慶祝活動籌備委員會負責建國百年國慶大典的相關慶祝事宜；2010年10月10日起到2011年10月10日，有長達一年時間的慶祝活動。

## 慶祝活動

中華民國建國百年國慶牌樓

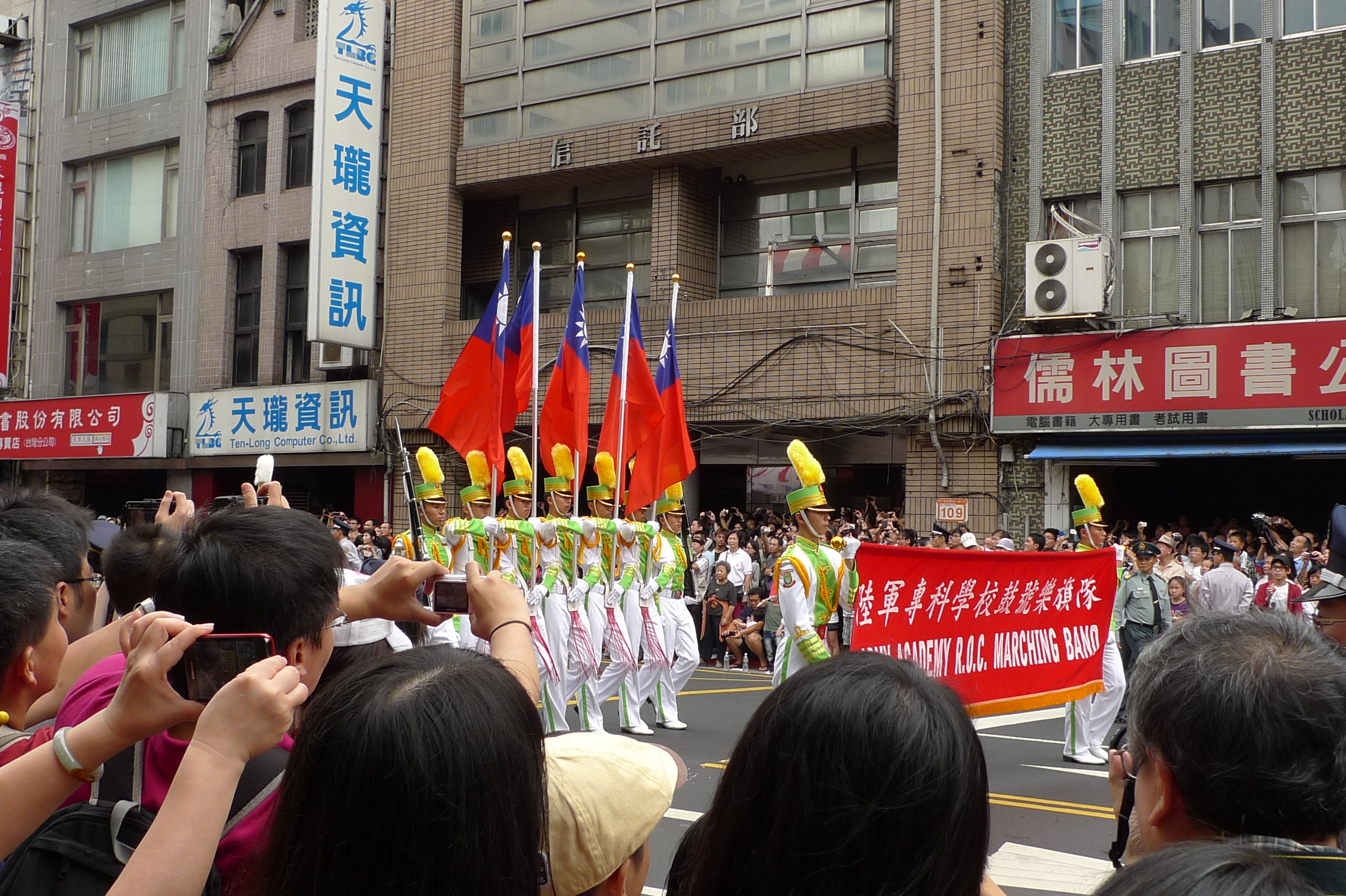
中華民國國慶巡迴遊行

### 跨年慶典
民國99年（2010年）12月31日，即係民國100年前一日，基隆河畔大佳河濱公園舉行了大規模慶祝活動，由素人和原住民歌手演出「仰望星空」、「人間燈火」、「天人合一」與「泰平禮讚」四個曲目，並依照表演內容穿插國際爆破藝術家蔡國強設計的焰火表演。臺北市信義區有大約85萬名民眾參加臺北市政府市政大樓前廣場以價值新臺幣六千萬元籌辦的煙火慶祝。

### 國慶大典
中華民國政府於2011年10月10日上午在總統府前廣場舉辦「中華民國中樞暨各界慶祝100年國慶大會」，正式展開官方的慶祝活動，主軸為「民國百年，民主台灣」、「中華民國，精彩一百」，活動首先由陸軍專科學校學生、國防部聯合樂隊及三軍儀隊、北一女中與景美女中學生儀隊演出揭開序幕。由閩南、客家、外省、新移民與七個原住民族群組成的「臺東縣國歌領唱團」包括臺東縣縣長黃健庭、慈善家陳樹菊、臺灣民歌之父胡德夫與金曲獎得主陳建年、王宏恩等共同領唱國歌，另有「百年禮讚」節目則由團員多來自玉山各部落的「臺灣原聲童聲合唱團」獻唱歡慶組曲。大會主席王金平致詞後入府邀請總統馬英九蒞臨會場，馬英九發表以「百年奮鬥、民主台灣」為題的國慶演說，並以國、台、客語和原住民族語向與會嘉賓問好，其提到「中華民國是我們的國家，台灣是我們的家園」時現場響起如雷掌聲，演說最後馬率領全場高呼口號：「中華民國萬歲！台灣民主萬歲！」。隨後進入「國防展演」環節，中華民國國軍動員超過1000名官兵、71架各型軍機、169輛各型戰車參加國慶閱兵。活動最後由國立臺南大學、樹德家商、臺灣戲曲學院及華岡藝校等諸校學生分別以舞蹈詮釋臺灣多元文化特質。

### 國慶晚會
2011年推出的搖滾音樂劇《夢想家》，由當時的行政院文化建設委員會委託表演工作坊製作，主要製作人為賴聲川，於2011年10月10日（國慶日）、10月11日在臺中市南屯區圓滿戶外劇場演出兩個場次，耗資新台幣二億一千五百萬。引發台灣社會內部許多的討論，也成為2012年中華民國總統選舉的議題之一，文建會主委盛治仁也為此事請辭。該年的國慶焰火另於2011年10月10日晚間在彰濱工業區鹿港園區施放，由副總統蕭萬長代表出席。

### 林務局推薦百條步道
行政院農業委員會林務局從建置完成的151條國家步道系統中選出18條國家步道、82條區域步道作為100條推薦步道，慶祝百年國慶。

### 其他
2011年10月10日建國百年國慶當天，全國共有5634對新人擇定在民國100年10月10日10時10分結婚。

## 參會嘉賓

### 政府官員與政黨領袖
- 執政團隊（ 中國國民黨）成員：馬英九、蕭萬長、吳敦義、王金平、伍錦霖、楊進添、廖了以
- 在野黨領袖：郁慕明（ 新黨）、宋楚瑜（ 親民黨）
- 前 中國國民黨領袖：連戰、吳伯雄

### 重要外賓
以下名單以總統府發布為準
外国领导人（7位）
- 布吉納法索總統龔保雷
- 瓜地馬拉總統科洛姆
- 諾魯總統史蒂芬
- 帛琉總統陶瑞賓
- 索羅門群島總理費立普（英语：Danny Philip）
- 副總統阿布爾格爾格（英语：Rafael Alburquerque）
- 巴拉圭副總統弗朗哥

政府高级别代表（4位）
- 王母恩彤碧
- 前立陶宛總統亞當庫斯
- 前美國國防部部長倫斯斐
- 前日本首相麻生太郎

## 外部連結
- 中華民國建國一百年慶祝活動網站
- 財團法人中華民國建國一百年基金會網頁[]